# Mogiljane
Mogiljane (Bulgaars: Могиляне) is een dorp in het zuiden van Bulgarije. Het is gelegen in de gemeente Kirkovo, oblast Kardzjali. Het dorp ligt hemelsbreed 36 km ten zuidwesten van de stad Kardzjali en 219 kilometer ten zuidoosten van Sofia. 

## Geschiedenis
Op 26 december 1984, aan het begin van de door de staat gesteunde Revival Proces, dreven de communistische autoriteiten met geweld een demonstratie uiteen in Mogiljane, waarbij een 17 maanden oud meisje werd gedood. Haar dood leidde tot grote ophef binnen de Turkse gemeenschap in Bulgarije. Ter nagedachtenis aan haar werd er een fontein in het dorp gebouwd: deze fontein is een belangrijk symbool voor de partij Beweging voor Rechten en Vrijheden.

## Bevolking
Het dorp Mogiljane had bij een schatting van 2020 een inwoneraantal van 608 personen. Dit waren 333 mensen (121%) meer dan 275 inwoners bij de officiële census van februari 2011. De gemiddelde jaarlijkse groei in die periode komt daarmee uit op 8,3%, hetgeen hoger is dan het landelijk jaarlijks gemiddelde over deze periode (-0,63%). In 1985 woonden er echter nog 1.213 personen in het dorp: veel etnische Turken (en andere moslims) verlieten destijds Bulgarije als gevolg van de assimilatiecampagnes van het communistisch regime van Todor Zjivkov, waarbij alle Turken en andere moslims in Bulgarije christelijke of Bulgaarse namen moesten aannemen en afstand moesten doen van hun islamitische gewoonten.
- 1934 550
Koninkrijk Bulgarije
- 1946 643
Volksrepubliek Bulgarije
- 1956 734
Volksrepubliek Bulgarije
- 1965 921
Volksrepubliek Bulgarije
- 1975 1078
Volksrepubliek Bulgarije
- 1985 1213
Volksrepubliek Bulgarije
- 1992 602
Republiek Bulgarije
- 2001 238
Republiek Bulgarije
- 2011 275
Republiek Bulgarije
- 2020 608
Republiek Bulgarije

- Koninkrijk Bulgarije
- Volksrepubliek Bulgarije
- Republiek Bulgarije

In het dorp wonen grotendeels etnische Turken. In de optionele volkstelling van 2011 identificeerden 220 van de 269 ondervraagden zichzelf als etnische Turken - oftewel 81,8% van alle ondervraagden. De overige ondervraagden noemden zichzelf vooral etnische Bulgaren (46 personen of 17,1%). 
| Etnische samenstelling van de respondenten (2011) | Etnische samenstelling van de respondenten (2011) | Etnische samenstelling van de respondenten (2011) | Etnische samenstelling van de respondenten (2011) | Etnische samenstelling van de respondenten (2011) |
| ------------------------------------------------- | ------------------------------------------------- | ------------------------------------------------- | ------------------------------------------------- | ------------------------------------------------- |
|                                                   |                                                   |                                                   |                                                   |                                                   |
| Bulgaren                                          | Bulgaren                                          |                                                   | 17,1%                                             | 17,1%                                             |
| Turken                                            | Turken                                            |                                                   | 81,8%                                             | 81,8%                                             |
| Roma                                              | Roma                                              |                                                   | 0,0%                                              | 0,0%                                              |
| Anders/Onbekend                                   | Anders/Onbekend                                   |                                                   | 1,1%                                              | 1,1%                                              |